# Pagnacco
Pagnacco (in friulano Pagnà) è un comune italiano di 5 066 abitanti del Friuli-Venezia Giulia.

## Storia
Ai celti e ai carni che si insediarono nella zona nel V e VI secolo a.C. subentrarono i romani, come testimonia il toponimo,  che nei documenti più antichi compare come praedium Paniacum, "proprietà di Panio", da cui Paniaco.

## Monumenti e luoghi d'interesse
- Chiesa parrocchiale di San Giorgio
- Santuario della Madonna della Tavella
- Chiesa di San Giacomo a Zampis

## Società

### Evoluzione demografica
Abitanti censiti

### Lingue e dialetti
A Pagnacco, accanto alla lingua italiana, la popolazione utilizza la lingua friulana. Ai sensi della deliberazione n. 2680 del 3 agosto 2001 della Giunta della Regione autonoma Friuli-Venezia Giulia, il Comune è inserito nell'ambito territoriale di tutela della lingua friulana ai fini della applicazione della legge 482/99, della legge regionale 15/96 e della legge regionale 29/2007.

## Cultura
Presso la frazione di Fontanabona si trova il museo etnografico di storia contadina di Fontanabona.
Inserito in un compendio territoriale oggetto di una dichiarazione di interesse storico-architettonico, il museo ha un patrimonio di circa duemila manufatti di cultura materiale compresi tra il XVIII e gli inizi del XX secolo. Le opere sono rappresentative della storia contadina e artigiana della regione, in particolare del Friuli centrale, delle Valli del Natisone e della Carnia inferiore. Di particolare interesse risulta la sezione dedicata alla filatura e ai tessuti.

## Amministrazione
| Periodo | Periodo   | Primo cittadino    | Partito                                     | Carica  | Note                                                              |
| ------- | --------- | ------------------ | ------------------------------------------- | ------- | ----------------------------------------------------------------- |
| 1995    | 1999      | Andrea Michelotti  | coalizione di Centro                        | Sindaco |                                                                   |
| 1999    | 2004      | Luciana Candriella | Lista civica                                | Sindaco |                                                                   |
| 2004    | 2009      | Paolo Trangoni     | Lista civica                                | Sindaco |                                                                   |
| 2009    | 2014      | Gianni Ciani       | Lista civica                                | Sindaco |                                                                   |
| 2014    | 2021      | Luca Mazzaro       | Coalizione Il Nostro Comune/Forza Pagnacco. | Sindaco | il consiglio comunale è stato sciolto per il decesso del sindaco. |
| 2021    | in carica | Laura Sandruvi     | Intesa Democratica                          | Sindaco |                                                                   |

### Gemellaggi
- Celldömölk
- Posillipo